# Ешлі Грем
Ешлі Ґрем (англ. Ashley Graham; нар. 30 жовтня 1987) — американська модель у категорії «plus-size». Є однією з найбільш оплачуваних моделей у світі: за оцінками журналу Форбс, у 2017 році її прибуток склав понад $5,5 млн.

## Біографія
Народилася 30 жовтня 1987 року у місті Лінкольн у штаті Небраска. Вона була старшою із трьох дочок у сім'ї. У 2000 році її помітив скаут одного з американських агентств. Нестандартна 12-річна дівчина так сподобалася співробітнику, що він відразу запропонував їй спробувати свої сили на кастингу. Вона почала співпрацювати з агентством Wilhelmina Models. Через два роки Ешлі Ґрем помітили співробітники одного з найвідоміших модельних агентств Ford Models і запропонували їй вигідний контракт. Після переходу до них відбувся значний кар'єрний ріст. Її фото почали з'являтися на сторінках популярних підліткових видань, а сама модель з кожним днем ставала популярнішою.
Однак по-справжньому стрімко її кар'єра почала розвиватися з 2009 року. Саме тоді модель з'явилася на сторінках модного глянцю Glamour. На фото під назвою «Ці тіла прекрасні в будь-якому розмірі» вона була з іншими моделями, чия вага також вважається неприйнятною для цієї індустрії. Серед них були Ліззі Міллер, Дженні Ранк та інші.
2010 рік позначився роботою для популярної марки Levi's. Модель з'явилася на рекламних фото, на яких представила нову лінію джинсів для повних людей. Також в 2010 році дівчина вперше співпрацювала з брендом спідньої білизни. Вона стала головною героїнею рекламної кампанії Lane Bryant.
У 2012 році модель почала співпрацювати з Marina Rinaldi. Її фото красувалося на всіх вивісках цього бренду. Ешлі Ґрем також з'явилася в кампаніях Evans, Nordstrom, Target й інших, не менш відомих марок.
У 2014 році Ґрем вперше спробувала свої сили на телебаченні. Вона з'явилася на каналі MTV в реаліті-шоу «Неможливе можливо». Через кілька місяців Ешлі Ґрем з'явилася на фото, яке прикрасило сторінки британського Harper's Bazaar. Наступного року дівчина знялася для британського Elle і продовжила співпрацювати з модним будинком Lane Bryant. 
Також в 2015 році рекламну кампанію з Ешлі опублікували в спортивному глянці Sports Illustrated Swimsuit. Вона вважається першою фотомоделлю розміру плюс, яка прикрасила головну сторінку цього глянцю.

## Особисте життя
Починаючи з 2009 року Ешлі Ґрем зустрічалася з відеографом Джастіном Ірвіном. Молоді люди зустрілися в церкві і з тих пір не розлучаються. Церемонію одруження вони провели в 2010 році. 18 січня 2020 року народила сина — Айзека Менеліка Джованні Ервіна.
7 січня 2022 року модель народила хлопчиків-двійнят. Про це вона повідомила в сторіз на своїй сторінці в Instagram. За її словами, пологи проходили вдома, хлопчики народилися здоровими й щасливими.
Незважаючи на пишні форми вона стверджує, що регулярно займається спортом і дотримується правильного харчування. Найбільше модель любить займатися боксом, однак крім цього вона регулярно відвідує тренажерний зал.